# Ready for the World
Ready for the World ist eine US-amerikanische R&B-, Funk- und Dance-Band aus Flint, Michigan, die Mitte der 1980er Jahre mehrere Pop-, Soul- und Dance-Hits hatte.

## Geschichte
Ready for the World wurde von Melvin Riley und Gordon Strozier gegründet. Die Gruppe trat ursprünglich in Talentshows an Highschools in Flint auf und wurde 1982 von der Radiopersönlichkeit The Electrifying Mojo entdeckt. Das Lied Tonight wurde 1983 zunächst zu einem zu einem regionalen Erfolg, dann zum Underground-Hit in Flint und Detroit. Kurz nach Vertragsunterzeichnung bei MCA erlangte die Band nationale Bekanntheit. Das Album Ready for the World wurde 1984 in Flint, Michigan unter der Leitung von Bernard Terry aufgenommen.
Die Gruppe besteht aus Sänger und Keyboarder Melvin Riley, Gordon Strozier (Gitarre), Gregory Potts (Keyboard), Willie Triplett (Percussion, Keyboard), John Eaton (Bassgitarre) und Gerald Valentine (Schlagzeug). Das Album Ready for the World wurde 1985 veröffentlicht und beinhaltete den Titel Oh Sheila, der sich zu einem internationalen Erfolg entwickelte und u. a. ein Nummer-1-Hit in den US-Charts und Platz 11 in Deutschland wurde. Der Song Digital Display folgte und erreichte Platz 21 in den Billboard Hot 100. 1986 brachte die Band ihr zweites Album Long Time Coming heraus. Die Single-Auskopplung Love You Down erreichte Platz 9 in den USA. Die Band veröffentlichte weitere Alben in den 1990ern, mit denen sie nicht mehr an bisherige Erfolge anknüpfen konnte.
Nach der Trennung der Band 1994 wandte sich der Sänger Riley seiner Solokarriere zu und nahm im gleichen Jahr und 2000 jeweils ein Album auf. Zwischen 1995 und 2000 fand sich die Band für die Produktion zweier erfolgloser Alben zusammen. Ein Wiedervereinigungsalbum folgte 2004 mit hauptsächlich urbanen Balladen.

## Diskografie

### Alben
- Ready for the World (1985)
- Long Time Coming (1986)
- Ruff and Ready (1988)
- Straight Down to Business (1991)
- Freak the World (1996)
- BYOB (2000)
- She Said She Wants Some (2004)

### Singles
- Tonight (1985)
- Oh Sheila (1985)
- Deep Inside Your Love (1985)
- Digital Display (1986)
- Ceramic Girl (1986)
- Love You Down (1986)
- Long Time Coming (1987)
- Mary Goes Round (1987)
- My Girly (1988)
- Gently (1989)
- Straight Down to Business (1991)
- Can He Do It Like This (Can He Do It Like That) (1992)